# Ștefan Bujor
Ștefan Bujor (n. secolul al XVIII-lea – d. 20 ianuarie/1 februarie 1811, Iași, Moldova) a fost unul dintre cei mai cunoscuți și mai temuți căpitani de haiduci din Moldova secolului al XIX-lea. 

## Date biografice
În ceea ce privește originea lui Ștefan Bujor (numele Bujor provine de la culoarea părului pe care o avea haiducul, care era roșu ca focul), există două variante: unii istorici susțin că s-a născut în Moldova, în zona Bacăului, fiind fiul româncei Voicu iar alții susțin că era originar din Sibiu și s-a stabilit ulterior în cartierul Tătărași din Iași datorită unei femei cu care s-a și căsătorit. Haiducul a fost fiu de boier (așa cum se arată în notele lui Vasile Alecsandri) sau a lucrat ca vătaf (supraveghetor) la curtea boierului Catargiu și a apucat calea codrului după ce a fost bătut crunt de stăpânul său. În baladele populare Bujor este prezentat ca fiu de țăran:
- Și-nainte de-a fi haiduc / Eram tânăr bun de plug / Și-am plecat în codru frate / Să fac în lumea dreptate[5].

Este capturat și trimis la ocnă însă, în urma numeroaselor plângeri (jalbe) făcute de soția sa, este eliberat în 1805 de către domnul Alexandru Moruzi care îi oferă și un post la curtea sa dar, din cauza unui abuz făcut de dregătorul Iordache Balș, se refugiază în pădure și își reia activitatea de haiduc. 

## Activitatea
După plecarea de la curtea domească, Bujor își face o ceată formată din 12 oameni și jefuiește fără discriminare boieri, arendași, cârciumari, negustori, epistați de moșii, fețe bisericești, militari, vătafi sau mari dregători.. Aceste acțiuni duc la o reacție adecvată din partea autorităților, organizându-se frecvent potere formate din 30-50 de oameni pentru prinderea cetei. În aceste condiții , între anii 1808 și 1809, Bujor se ascunde la curtea boierului grec Gheorghe Caravia din Neamț, fiul serdăresei Anastasia din Arbore, unde se mai adăpostea un alt tâlhar, Gheroghe Ardealean. Haiducii, ajutați de boier, jefuiesc moșii din zona Neamțului, furând în special cai pe care îi vindeau în Cordun (Bucovina) însă relațiile dintre cei doi cu Caravia se răcesc după ce aceștia refuză să ucidă un negustor de lângă Roman. Ștefan Bujor a trecut Prutul continâdu-și activitatea în Basarabia însă Gheorghe Ardelean este nevoit să se refugieze din nou la curtea boierului unde este ucis în urma unor neînțelegeri cauzate de o femeie (Catrina). În legendele lui Radu Rosetti, Bujor întră în acest moment în rolul rãzbunãtorului și, deși romantizată puternic de către scriitor, povestea este adevărată. Astfel, Bujor adună dovezi și mărturii de la săteni pe care le trimite velarmașului Darie Dărmănescu, care îi arestează pe Caravia și complici. La 11 decembrie 1809 boierul își recunoaște vina și este decapitat la 23 iunie 1810 în Copou în timp ce mama sa este trimisă în închisoare la o mănăstire. 
După execuția lui Gheorghe Caravia, Ștefan Bujor se împrietenește cu alți doi boieri haiduci, Constantin Cantacuzino și Ilie Catargiu. Aceștia comit o serie de jafuri și crime în zona Neamțului, printre care câteva de anvergură, cum ar fi atacul asupra banului Andronache Donici (pe care haiducii îl tâlhăresc de 800 de galbeni în fața a 60 de țărani), atacul asupra spătarului Iordache Sturdza (căruiau i-au furat bijuteriile și caii), jefuirea căpitanului Bacău Lupașcu și perceptorilor din Bogdănești, Suceava. 
Urmează o perioadă în care Ștefan Bujor încearcă să unească mai multe cete de haiduci cu scopul de a participa la Prima Răscoală Sârbă condusă de Karađorđe Petrović, astfel intră în legătură cu harambașii Nichita Ungureanu, Condurachi și Ilie Darie Pomohaci din Bucovina. De asemenea i se alătură și Gheorghe Cârjaliu (participant la Revoluția de la 1821) și Ianache Zamoilă Hagi, însă până la urmă Bujor nu va participa la răscoală, așa cum se arată în dosarul anchetării sale. Alți doi căpitani de haiduci cu care Bujor colaborează sunt preotul Ilie Maronsin (care a devenit haiduc după ce serdarii Olimpiadis și Ibrahim i-au răpit soția) care avea la un moment dat o ceată de 240 de oameni cu care va participa la evenimentele din 1821 și Ilie Petralifu, care fusese vătaf pe moșia Costieni de lângă Tecuci și devenit haiduc încă din 1792. În urma unei serii de tâlhării și crime comise în special în zona Bacăului de către Bujor și Petralifu, guvernatorul Kușnikov organizează mai multe poteri în încercarea de a-i captura pe cei doi haiduci. Ilie Petralifu este arestat (va fi judecat și decapitat la Iași în septembrie 1810) în timp ce Bujor se refugiză mai întâi în Transilvania apoi în Oltenia, după care ajunge la Focșani. Își formează o altă ceată puternică (împreună cu Constantin Cantacuzino și Ilie Catargiu) și comite numeroase jafuri pe valea Tazlăului și a Trotușului după care atacă târgurile Ștefănești și Țelinești. 

## Capturarea și moartea
Îmbogățit în urma jafurilor comise în Vrancea dar și hărțuit permanent de poterile trimise din Iași, Ștefan Bujor decide să renunțe la haiducie. Într-un document datat la 1 mai 1811 se precizează că Bujor și cei doi boieri s-au ascuns în casa lui Grigore Țarălungă din Tecuci care, din cauza unei datorii, îi trădează alertând autoritățile. Constantin Cantacuzino și Ilie Catargiu sunt judecați și decapitați, în Copou, la 18 iunie respectiv 20 septembrie 1810 în timp ce Ștefan Bujor este spânzurat la 20 ianuarie 1811 lângă iarmarocul de la Frumoasa, Iași
„Frunză verde de negară
Bujor se suie pe scară...
Plâng săraci cu jale amară,
Că nu-i scara Domnilor,
Ci e scara hoților,
Calea neagr-a morților”—Vasile Alecsandri, Poezii populare ale românilor
În conica haiducului, povestită de Alecu Russo, se pretinde că doctorul Gall ar fi cumpărat de la autorități capul lui Bujor pentru a-l studia însă n-a dat nici o lețcaia pe tidvele boierești.